# Andosol
Andosol (von jap. an do, ‚dunkler Boden‘ und lat. solum, ‚Boden‘) ist eine der 32 Referenzbodengruppen der World Reference Base for Soil Resources (WRB). Die Gruppe umfasst vor allem Böden, die aus der Asche von Vulkanen entstanden sind. Unter sauren Verwitterungsbedingungen können Andosole in humiden und semihumiden Klimabedingungen auch aus anderem Ausgangsmaterial entstehen, das reich an Silikaten ist, so etwa Gesteine mit hohem Anteil von Tonmineralen oder Verwitterungsdecken der ferrallitischen Verwitterung.

## Abgrenzung und Definition
Die Andosole wurden 2024 praktisch definitionsgleich in die Deutsche Bodensystematik übernommen. Andosole nach der WRB-Klassifikation entsprechen teilweise den Andisolen, einer der zwölf Ordnungen der USDA Soil Taxonomy. Im japanischen System ist der Bodentyp des Kuroboku ähnlich definiert, im französischen System werden vergleichbare Böden ebenfalls Andosol oder Vitrisol genannt.

### Kennzeichnende Bodenhorizonte

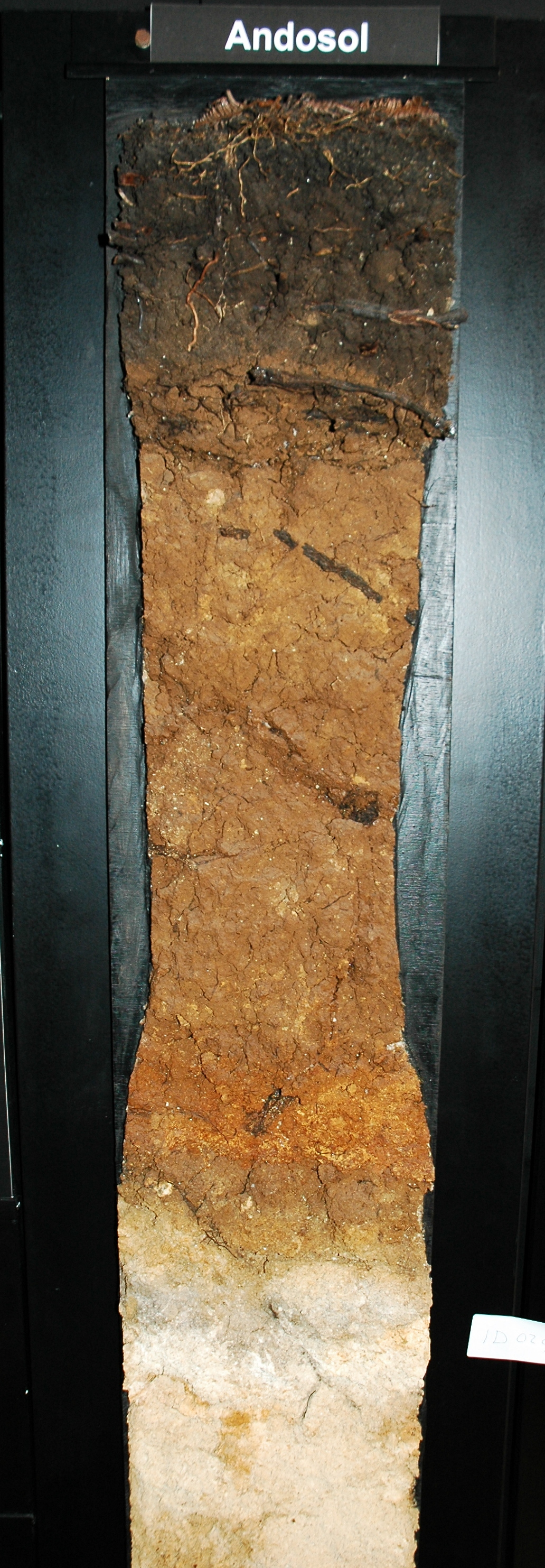
Bodenprofil eines Andosol

In der WRB-Bodenklassifikation sind Andosole definiert als Böden mit andic oder vitric Eigenschaften (siehe unten), die innerhalb des obersten halben Meters keinen der nachfolgenden Bodenhorizonte aufweisen:
- Unterbodenhorizont mit Tonanreicherung (argic)
- von Kaolinit und Oxiden dominierter Horizont (ferralic)
- eisenreicher Bodenhorizont mit einem Anteil an Eisenoxid-Konkretionen von mindestens 15 % (plinthic)
- eisenreicher Bodenhorizont mit einem Anteil verhärteter Eisenoxid-Konkretionen von mindestens 40 % (pisoplinthic)
- eisenreicher Bodenhorizont mit durchgängiger Verhärtung (petroplinthic)
- Illuvialhorizont mit Aluminium sowie Eisen und/oder amorphem organischem Material (spodic).

Zusätzlich müssen die andic oder vitric Eigenschaften
- in einer Tiefe von nicht mehr als 25 cm beginnen und innerhalb eines Meters eine Gesamt-Mächtigkeit von mindestens 30 cm erreichen

oder
- mindestens 60 % der Bodenmächtigkeit oberhalb einer verhärteten Lage oder des Felsuntergrundes einnehmen.

### DieandicEigenschaften
Die andic Eigenschaften sind in der WRB wie folgt definiert:
- mindestens zwei Prozent (Alox + ½Feox)-Gehalt (s. u.)
- weniger als 0,9 kg/dm3 Lagerungsdichte
- mindestens 85 Prozent Phosphat-Rückhaltevermögen.

Dabei ist Alox und Feox der Aluminium- und Eisen-Gehalt im sauren Oxalat-Extrakt in Prozent der bei 105 °C getrockneten Feinerde (0–2 mm).
Die andic Eigenschaften können je nach dem Silizium- und Aluminium-Gehalt in silandic und aluandic weiter unterteilt werden.

### DievitricEigenschaften
Die vitric Eigenschaften sind in der WRB wie folgt definiert:
- vulkanische Gläser mit einem Anteil von mindestens 5 % in der Fraktion 0,02 – 2 mm (bezogen auf die Zahl der Bodenteilchen)
- mindestens 0,4 % (Alox + ½Feox)-Gehalt
- mindestens 25 Prozent Phosphat-Rückhaltevermögen.

In der Deutschen Bodensystematik wurde der Nv-Horizont definiert, der diagnostisch für die Andosole ist. 

## Eigenschaften
Die Böden sind durch ihre braune bis pechschwarze Farbe gekennzeichnet, mit meist gröberer Korngröße. Das lockere Bodengefüge führt unter feuchten Bedingungen zur raschen Verwitterung und Bildung von organo-mineralischen Komplexen oder Mineralen wie Allophanen, Ferrihydriten und Imogoliten. Ein Andosol kann mehrere Meter Dicke erreichen. 
Andosole sind sehr fruchtbar und leicht durchwurzelbar, auf ihnen entwickeln sich sehr unterschiedliche Vegetationstypen. Sie werden meist intensiv landwirtschaftlich genutzt und sind leicht zu bearbeiten, neigen aufgrund ihrer hohen Wasseraufnahmefähigkeit jedoch bei hoher Feuchtigkeit zum Kleben und sind dann schlecht belastbar. Angebaut werden zum Beispiel Zuckerrohr, Tabak, Tee oder Gemüse, bei nahe der Oberfläche liegendem Grundwasser auch Reis. Der oft typischen niedrigen Verfügbarkeit von Phosphaten wird durch Zugabe von Kalk oder Phosphatdünger entgegengewirkt.

## Vorkommen
Andosole entwickeln sich in hügeligen oder gebirgigen, meist regenreichen Regionen, vorzugsweise in Gebieten, in denen vulkanische Aschen und vergleichbare Auswurfsprodukte von Vulkanen vorkommen. Dementsprechend treten sie von den Polargebieten bis in die Tropen auf. Häufig sind sie im Bereich des zirkumpazifischen Feuergürtels und auf den pazifischen Inseln, etwa auf Hawaii, Fidschi oder Samoa. In Europa finden sich Andosole in vulkanischen Gebieten Frankreichs, Italiens und Deutschlands (z. B. im Westerwald) sowie auf Island.